# Ники Харис
Ники Харис (родена на 17 април 1962 година) е американска актриса, танцьорка и певица на поп, ритъм & блус, денс музика и джаз, известна като един от беквокалите на Мадона в продължение на 14 години от (1987 до 2001).
Харис е родена под името Джина Никол Хеър в Бентън Харбър, Мичиган на 17 април 1962. Дъщеря е на джаз изпълнителя, номиниран за „Грами“ Джийн Харис. Тя посещава колеж в Южна Калифорния, преди да започне певческа кариера в увеселителни паркове и клубове из щата Калифорния.
Харис ражда дъщеря, Йордания Ан, през 2003 г.

## Музикална кариера
Харис е приятелка и беквокалистка на Мадона и започва да работи с нея Who's That Girl Tour. Тя се появи във филма „истина или предизвикателство“ – документален филм за сцената и задкулисните кадри, записани по време на високо качествения проект Ambition Tour. Тя също така може да бъде припозната в клиповете на Мадона „Vogue“ и „Музика“. С Дона Делори, Харис са участвали в различни проекти на Мадона, включително Who's That Girl Tour (1987), високо качество Ambition Tour (1990), The Girlie show Tour (1993) и The Drowned World Tour (2001).
По време на Re-Invention обиколката през 2004 г., Харис е била заменена със Сейда Гарет. Официалният коментар на Хариспо по темата е, че тя „би искала да се съсредоточи върху солова кариера и семейство.“ Харис също отсъства от екипът на Мадона за Confessions Tour и Sticky & Sweet Tour.
Нейните вокални работа по саундтрак проекти могат да бъдат чути към филми като Corrina, Corrina, The Big Green, Noises Off, Coyote Ugly, и Anastasia. Тя е също така има записани телевизионни теми, включително съвместно писане и изпълнение две песни за сериала на Fox tv „Dark Angel“.
Харис прави турне с баща си, до неговата смърт, като същевременно промотира техните албуми, Down Home Blues, in His Hands както и Jazz Alley Cats.
Харис се застъпва за инициативи и кампании в полза на борбата срещу СПИН, научни изследвания за борбата с раковите болести и Camp Harmony за децата на града. Тя е привърженик на много други проекти като „музика в класната стая“ и „Рокери срещу пияните шофьори“ и е ежегоден участник в сезон на ненасилието. Ники също има един билборд хит сингъл „Let me hear the music“ заедно с L.E.X. през 2006 покорявайки денс клуб класациите. Ники направи няколко телевизионни изяви през 2008 г. като през 2009 г., включително: Националната демократична конвенция 2008, CNN, FOX мрежа Fuse & телевизия.

## Сътрудничества
Харис е работила с много артисти, включително, Michelle Branch, All Saints, Whitney Houston, Kylie Minogue, Anita Baker, Ray Charles, Mick Jagger, Julian Lennon, LeAnn Rimes, Luther Vandross, Jessica Simpson, Pussycat Dolls, Santana, The Righteous Brothers, Rufus, Enrique Iglesias, Marilyn Manson, Madonna, Snap!.

## Кариера на хореограф и актьорска кариера
Харис прави хореографията на Мадона за MTV награди, както и по осигуряването на някои допълнителни хореография на Girlie Show, както и за телевизионния сериал „Melrose Place“. Помага в някои етапи и сцени за Шарън Стоун в „Първичен инстинкт“.
Тя може да бъде видяна също така и в Truth or Dare, бива артист на HBO special Sandra After Dark и има роля във филма Heat.
Ники се появява също така и като беквокал за Pee-Wee's Playhouse Christmas Special.